# Union Pacific Railroad

Stema companiei

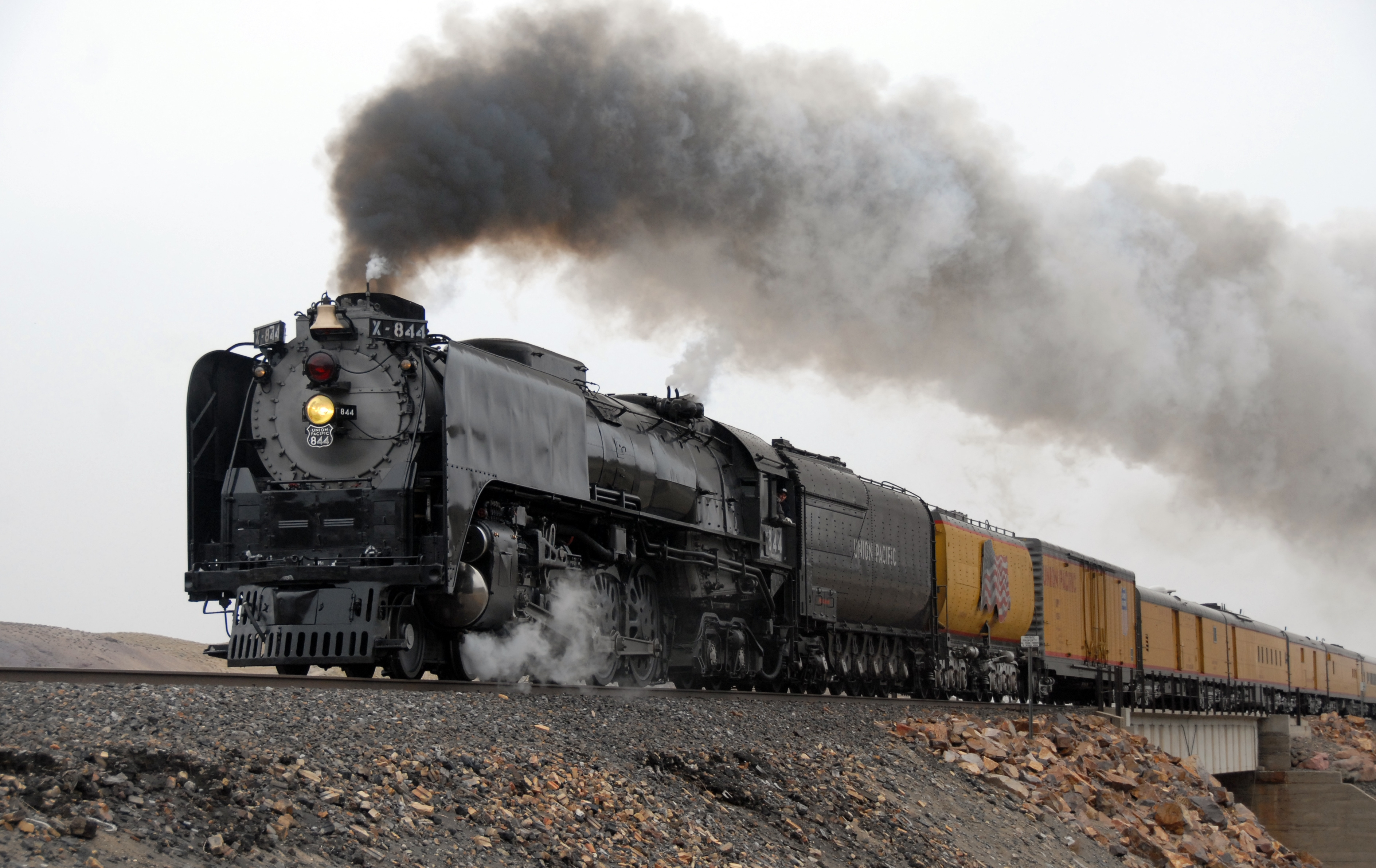
Locomotiva cu aburi „Union Pacific 844” din 1944, încă în serviciu pentru excursii turistice

O hartă schematică a rețelei ferate „Union Pacific”

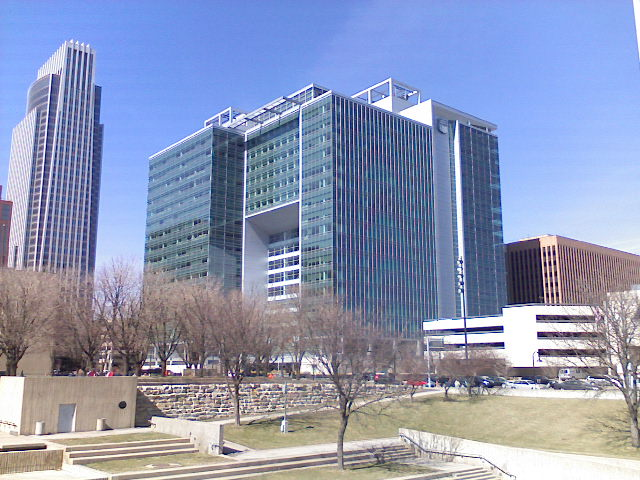
Sediul companiei la Omaha

Union Pacific Railroad (prescurtare: UP)  (NYSE: UNP) este o companie americană care deține cea mai mare rețea de căi ferate din Statele Unite. A fost fondată în 1862 și are sediul în Omaha, Nebraska. Președintele său este James R. Young.
Principalul său concurent este BNSF.